# Colletorto

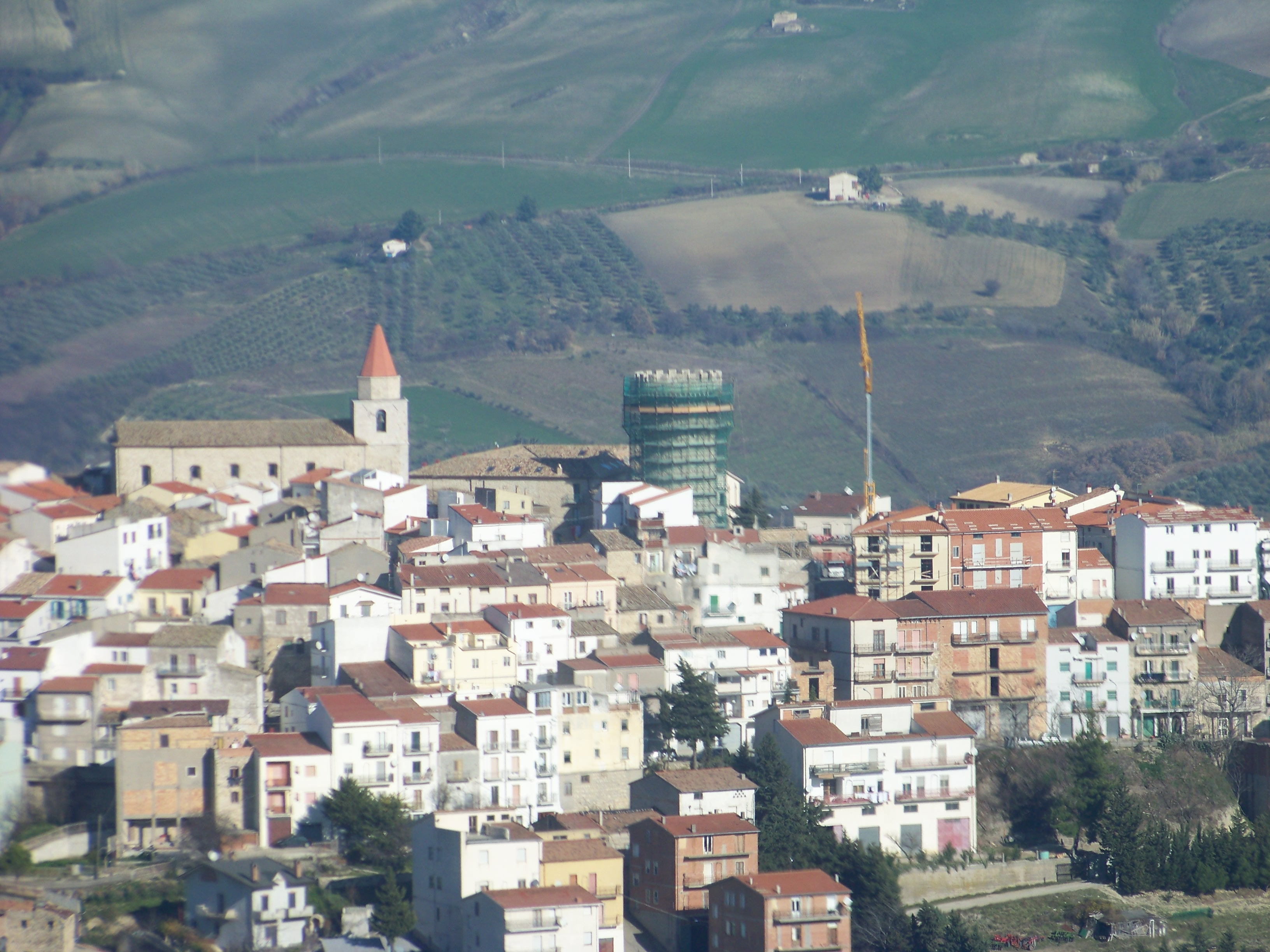
Vue panoramique du village de Colletorto

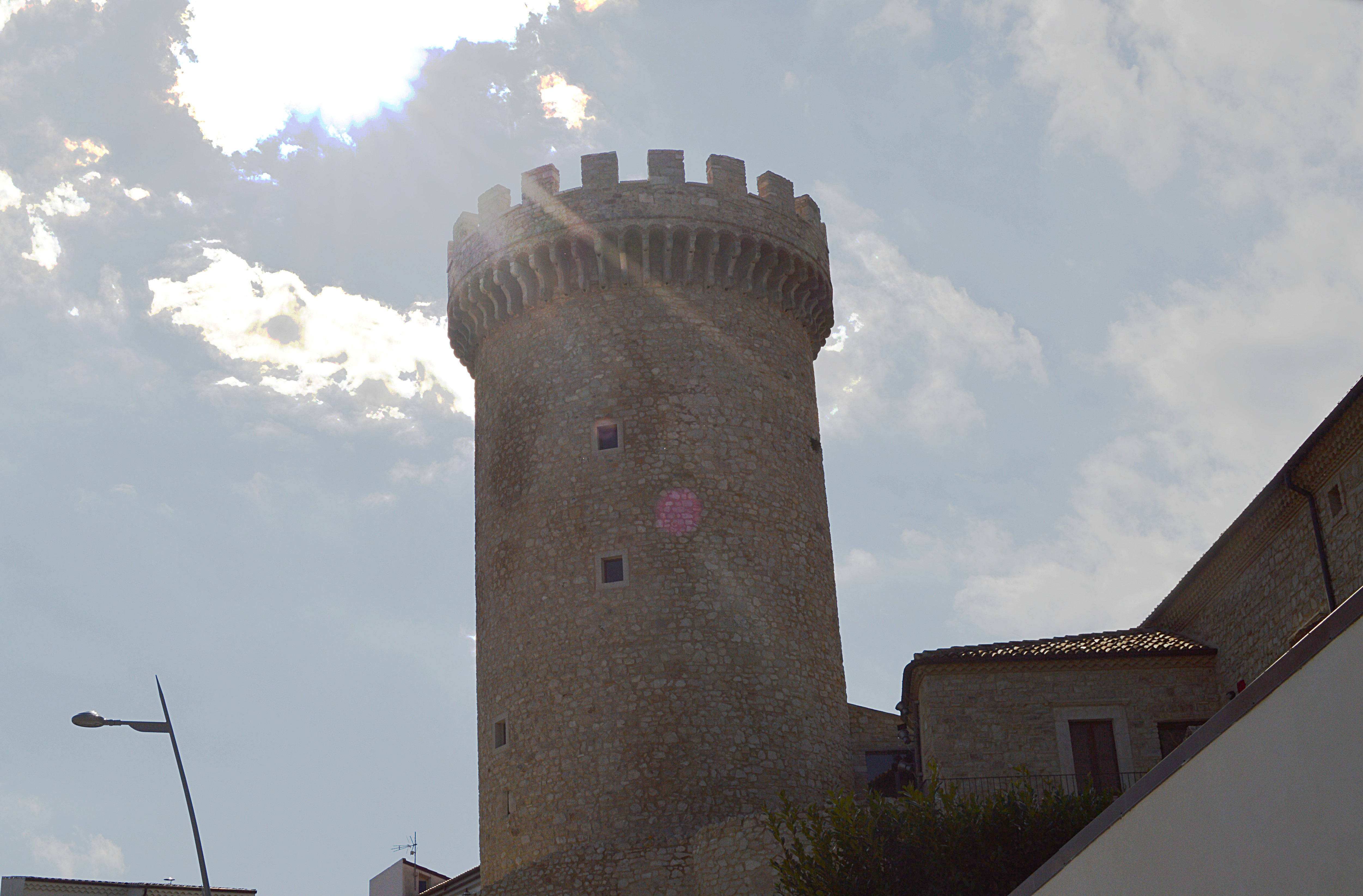
Torre Angioina

Colletorto est une commune italienne d'environ 2 100 habitants située dans la province de Campobasso dans la région Molise en Italie méridionale.

## Géographie
Une des particularités de ce village est qu’il se trouve sur une colline d’environ 500 mètres de haut. Il est possible de diviser le territoire en deux parties géographiques distinctes. Celle du bas, où se trouve la partie principale du village ainsi que le centre historique,se nomme “ la Terra “. L’autre partie, celle du haut, se nomme “ il Colle “ et donne une vue d’ensemble sur le reste des habitations plus basses. Le territoire est aussi entouré d’oliviers, de forêts de chênes et de végétations diverses. Dans la commune de Colletorto passe aussi le fleuve Fortore qui marque la frontière avec les Pouilles.

## Culture
Le 17 janvier est une date importante pour la commune de Colletorto. En effet, les habitants du village célèbrent “ i fuochi di Sant'Antonio “, une fête sacré qui consiste dans la création de feux de camp dans plusieurs parties du village, accompagnés par de la nourriture, des boissons et de la musique jusqu’au bout de la nuit.

## Monuments et patrimoine
Un des monuments importants de ce village n’est autre qu’une tour de pierre appelée “ Torre Angioina”. Elle fut construite sous le gouvernement de Jeanne Ire de Naples entre les années 1343-1382, sans savoir l'année exacte de sa création. La tour mesure 25 mètres de haut, possède un plan cylindrique, des murs couronnés, une série de becs et de créneaux. L’édifice servait d’habitation à la reine mais aussi de défense face aux ennemis. Elle fut plusieurs fois restaurée avant de devenir propriété de la famille d'Antini qui l’offrit à la commune en 1959.

## Administration
| Période                                  | Période  | Identité     | Étiquette              | Qualité               |
| ---------------------------------------- | -------- | ------------ | ---------------------- | --------------------- |
| Depuis 2008                              | En cours | Fausto Tosto | Cittadini Protagonisti | Employé administratif |
| Les données manquantes sont à compléter. |          |              |                        |                       |

### Communes limitrophes
Carlantino, Casalnuovo Monterotaro, San Giuliano di Puglia, Sant'Elia a Pianisi

## Jumelages
- Saint-Yrieix-sur-Charente (France) depuis 2010